# Ilościowa reakcja łańcuchowa polimerazy

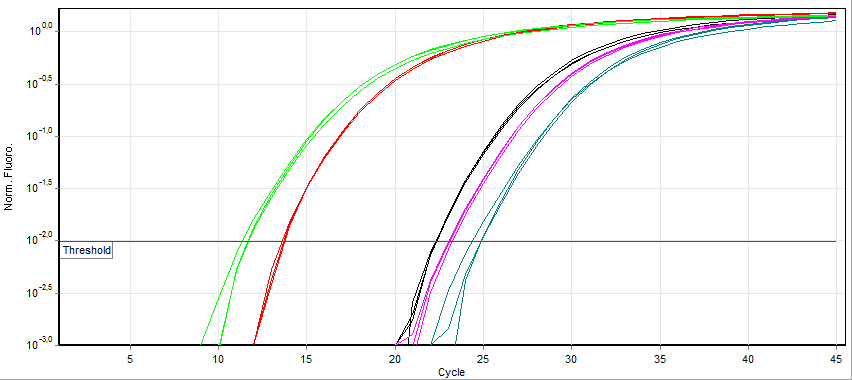
Wykres fluorescencji SYBR Green dla pięciu prób, z których każda ma trzy replikaty. Wykres ten jest wynikiem reakcji ilościowego PCR. Linia graniczna (threshold) wyznacza próg fluorescencji, który odcina (wyznacza) cykl kwantyfikacji

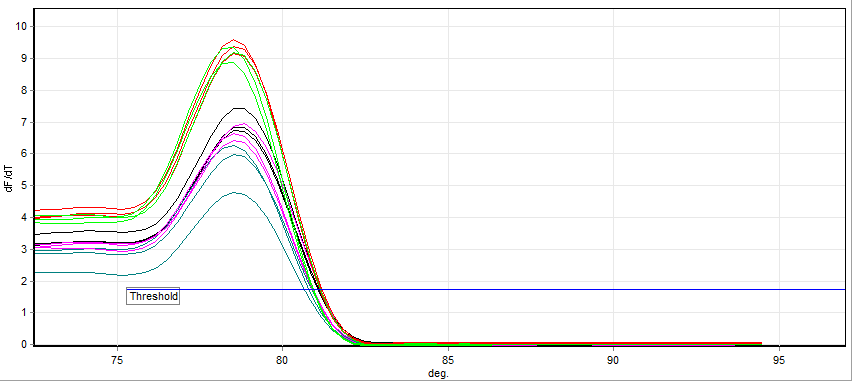
Krzywa topnienia dla pięciu prób, z których każda ma trzy replikaty. Krzywa ta jest wynikiem analizy temperatury topnienia wyników ilościowego PCR

Ilościowa reakcja łańcuchowa polimerazy, reakcja łańcuchowa polimerazy w czasie rzeczywistym, PCR w czasie rzeczywistym, ilościowy PCR, real-time PCR, qPCR (od ang. quantitative polymerase chain reaction) – czuła metoda analityczna stosowana w genetyce, biologii molekularnej i innych pokrewnych dziedzinach. Ilościowy PCR wykorzystując techniki fluorescencyjne, pozwala na monitorowanie ilości produktu reakcji w czasie jej trwania, co odróżnia ją od klasycznej reakcji łańcuchowej polimerazy. Dzięki temu cała procedura analizy jest stosunkowo szybka i pozwala wyeliminować etap szacowania produktu po zakończeniu reakcji. Umożliwia ona także wgląd w kinetykę reakcji i, co za tym idzie, pozwala na oszacowanie ilości produktu na początku reakcji, co jest niemożliwe w konwencjonalnej metodzie PCR. Ponadto dzięki temu, że amplifikacja kwasów nukleinowych i detekcja produktu odbywa się w jednym zamkniętym naczyniu, ryzyko zanieczyszczenia badanej próby jest minimalne. 

## Ogólne zasady działania
Główną różnicą między konwencjonalnym a ilościowym PCR jest możliwość oceny ilości powstającego produktu reakcji w trakcie jej trwania. Monitorowanie przyrostu liczby kopii badanej sekwencji w czasie rzeczywistym możliwe jest dzięki znakowaniu starterów, sond oligonukleotydowych lub produktów amplifikacji cząsteczkami zdolnymi do fluorescencji (fluoroforami). Używane metody znakowania wykazują odmienny poziom fluorescencji w połączeniu z badanym fragmentem DNA lub po prostu z fragmentami dwuniciowymi, dzięki czemu fluorescencja każdej próbki jest proporcjonalna do ilości zsyntetyzowanego produktu (im silniejsza fluorescencja, tym większa liczba kopii). Mierząc fluorescencję próbek po każdym cyklu reakcji można monitorować jej przebieg.
Fluorofory muszą zostać wzbudzone światłem o określonej długości fali, a wyemitowana przez nie energia musi być wykryta i zmierzona. Do wzbudzania fluoroforów używa się lampy, diody elektroluminescencyjnej lub lasera. Lampy emitują światło o szerokim zakresie długości fal, podczas gdy LED i laser – wąskie. Detektory mogą posiadać filtry, dzięki którym wykrywana i mierzona jest tylko jedna długość fali.
Ilościowy PCR pozwala również obliczyć początkową liczbę kopii badanego fragmentu DNA, jaka była obecna w próbce przed reakcją. W tym celu wykorzystuje się moment, w którym poziom fluorescencji barwnika przekroczy próg nazywany cyklem granicznym (Ct, z ang. treshold cycle) lub cyklem kwantyfikacji (Cq, z ang. quantification cycle). Im wcześniej poziom fluorescencji wzrósł do poziomu, który umożliwia wiarygodny odczyt, tym większa była początkowa liczba kopii badanej sekwencji w próbce na początku reakcji. Ct (Cq) jest momentem wejścia reakcji w fazę logarytmicznego przyrostu ilości produktu. W celu zbadania liczby kopii badanej sekwencji w próbie sporządza się serię rozcieńczeń roztworu o znanym stężeniu i liczbie kopii DNA, wyznacza się według nich krzywą wzorcową i, mając dany punkt Ct, na podstawie tej krzywej szacuje się liczbę cząsteczek.

### Barwniki i sondy
Techniki określania ilości nowych kopii badanego fragmentu DNA można podzielić na metody wykrywania sekwencji specyficznych i niespecyficznych.

#### Detekcja niespecyficzna
Detektorami niespecyficznymi są cząsteczki fluoroforu emitujące światło o określonej długości po związaniu się z dwuniciowym DNA, jak bromek etydyny, jodek propidyny i SYBR Green I.
Detekcja niespecyficzna to najprostsza i najmniej kosztowna metoda, jednak najbardziej podatna na błędy, na przykład wskutek wiązania się fluoroforu z dimerem starterów, strukturą powstającą w wyniku wiązania się ich z sobą, gdy są częściowo do siebie komplementarne, czy z innymi nieswoistymi produktami reakcji. 
Żeby sprawdzić, czy występują takie niespecyficzne wiązania, można przeprowadzić analizę krzywej topnienia. Polega ona na stopniowym podnoszeniu temperatury mieszaniny do momentu denaturacji DNA i pomiarze fluorescencji co 0,5 °C. W momencie osiągnięcia temperatury topnienia produktu następuje bardzo gwałtowna denaturacja i ostry spadek fluorescencji. Na krzywej topnienia można to zaobserwować w postaci piku. Jeżeli obecny jest tylko jeden specyficzny produkt, to wystąpi jeden pik, ponieważ każdy dwuniciowy odcinek DNA ma charakterystyczną dla siebie temperaturę topnienia.

#### Detekcja specyficzna
Najczęściej używane metody detekcji sekwencji kwasów nukleinowych wykorzystują zjawisko transferu energii między flourochromami na drodze rezonansu (FRET). W mieszaninie reakcyjnej startery lub sonda wyznakowane są fluorescencyjnie. Podczas reakcji dochodzi do przeniesienia energii zaabsorbowanej przez jeden fluorofor na drugi, który emituje światło o innej długości lub dochodzi do wygaszenia emisji fluoroforu przez związek wygaszający.
Sondy TaqMan
Pierwszymi znakowanymi fluorescencyjnie sondami użytymi w ilościowym PCR były sondy TaqMan (ang. TaqMan probes, 5’-nuclease probes). Są to krótkie oligonukleotydy zawierające na końcu 5’ znacznik fluorescencyjny (np. FAM), a na końcu 3’ cząsteczkę wygaszającą fluorescencję (np. pochodną rodaminy – TAMRA lub DABCYL). Wielkość sondy (odpowiednia odległość między znacznikiem na jednym jej końcu a wygaszaczem na drugim) umożliwia przekazywanie energii między fluoroforami. Sonda taka po związaniu się z komplementarną sekwencją na etapie wydłużania jest degradowana przez polimerazę Taq posiadającą aktywność 5'-egzonukleazową, przez co fluorofor oddziela się od wygaszacza i możliwa staje się emisja światła fluorescencyjnego. 
Uwolniony fluorofor gromadzi się po każdym cyklu PCR, dzięki czemu może być mierzony w każdym momencie trwania PCR.
Sondy TaqMan, podobnie jak inne liniowe sondy, powinny mieć następujące cechy: długość 20-40 nukleotydów, zawartość par G + C 40-60%, brak powtórzeń pojedynczych nukleotydów (szczególnie G) i dłuższych motywów, brak hybrydyzacji sond ze starterami oraz brak hybrydyzacji z sekwencjami, do których przyłączają się startery, temperatura topnienia sondy powinna być przynajmniej 5 °C wyższa niż temperatura topnienia starterów.
Sondy TaqMan wymagają temperatury 60 °C, aby proces przebiegał prawidłowo, ponieważ w tej temperaturze proces degradowania sondy przez polimerazę zachodzi najbardziej wydajnie, dlatego w czasie procesu PCR temperatura oscyluje między 60 a 95 °C.
Metoda ta została później ulepszona. Zamiast standardowego wygaszacza fluorescencji (TAMRA), na końcu 3’ została umieszczona cząsteczka NFQ (ang. non-fluorescent quencher), która nie emituje żadnego światła. Sonda taka zawiera także cząsteczkę stabilizującą dupleks sonda–sekwencja szukana poprzez wiązanie się z małym rowkiem DNA (ang. minor groove binding probe, MGB probe). To pozwoliło na użycie bardzo krótkich sond (14 nukleotydów), gdyż w wyniku interakcji MGB z DNA podniosła się ich temperatura topnienia o 15–30 °C. Użycie krótkich sond jest bardzo korzystne, jeśli chce się wykryć polimorfizm pojedynczego nukleotydu, ponieważ takie oligonukleotydy są łatwiej, niż dłuższe, destabilizowane przez zmiany nukleotydów w matrycy.
Sondy HybProbes
Inną metodą opartą na sondach jest technika wykorzystująca dwie krótkie sondy znakowane fluorescencyjnie, które są komplementarne do amplifikowanej sekwencji (ang. HybProbes, LightCycler Probes). Jedna z sond zawiera cząsteczkę fluoroforu związaną z końcem 3`, a druga inną cząsteczkę fluoroforu związaną z końcem 5`. Sondy są tak zaprojektowane by podczas etapu wydłużania hybrydyzować z produktem PCR w niewielkiej odległości od siebie, dzięki czemu po wzbudzeniu energia fluoroforu na końcu 3’ pierwszej sondy fluorescencja może być przekazana na fluorofor znajdujący się na końcu 5’ drugiej sondy, co powoduje jej wzbudzenie i emisję światła o trzeciej długości fali, która jest wykrywana.
Na etapie wydłużania obie sondy są usuwane z kompleksu i fluorescencja zanika, tak więc natężenie fluorescencji na etapie hybrydyzacji odpowiada liczbie kopii badanej sekwencji DNA na końcu poprzedniego cyklu reakcji PCR. Koniec 3’ drugiej sondy (downstream) jest ufosforylowany, aby zapobiec użycia go jako startera przez polimerazę. Rejon obejmujący sondy i obszar między nimi mieści się w granicach od 40 do 50 par zasad.
Metoda HybProbes pozwala na wyznaczenie krzywej topnienia amplifikowanego produktu i określenie temperatury topnienia. Jeśli będziemy wolno podnosić temperaturę, w pewnym momencie sondy przestaną hybrydyzować z DNA i sygnał fluorescencji zniknie. Temperatura w której zniknie połowa sygnału to temperatura topnienia (zależy od ilości par G + C i długości oligonukleotydu). 
Sondy typu HybProbes po związaniu z sekwencją, w której występują jakieś zmiany (np. polimorfizm pojedynczego nukleotydu), będą wykazywać fluorescencję, jednak temperatura topnienia będzie niższa, tak więc zmieniona temperatura topnienia informuje o zmianach w badanym DNA. Jeśli w amplifikowanej sekwencji więcej niż trzy nukleotydy są zmienione, sondy nie będą ulegać hybrydyzacji. Cecha ta jest dużą zaletą w przypadku, gdy bada się genomy organizmów często ulegających mutacji (np. wirusów).
Jedną z nowszych technik monitorowania stosowanych w ilościowym PCR jest użycie dwuniciowych sond. Jedna z nici posiada na końcu 3’ fluorofor, druga – krótsza – ma umieszczony na końcu 3’ wygaszacz fluorescencji (NFQ), tak więc gdy nici są zhybrydyzowane nie następuje emisja światła. Jednak, gdy pojawi się komplementarna sekwencja amplikonu, nić sondy z reporterem będzie preferować hybrydyzację z tą właśnie sekwencją, ponieważ jest dłuższa. Gdy dupleks się rozpadnie, fluorofor zostanie oddalony od wygaszacza i nastąpi emisja fluorescencji.
Sondy HyBeacon
Sondy typu HyBeacon są z kolei pojedynczymi liniowymi oligonukleotydami zawierającymi fluorofor pośrodku. Po uformowaniu dupleksu z DNA emituje on światło, które jest wykrywane. Sonda na końcu 3' jest ufosforylowana lub w inny sposób zabezpieczona przez użyciem jej jako startera. Jest prosta do zaprojektowania i stosunkowo tania.
Molecular beacons
Inną metodą monitorowania przyrostu liczby kopii badanej sekwencji w czasie rzeczywistym jest technika „molecular beacons”. Sondy typu „molecular beacons” są oligonukleotydami mającymi fluorofor na końcu 5’, a na końcu 3’ wygaszasz fluorescencji NFQ (DABCYL). Rejony na końcach sondy są do siebie komplementarne, tak więc w niskich temperaturach hybrydyzują tworząc strukturę spinki do włosów (ang. hairpin), dzięki czemu reporter fluorescencji i cząsteczka wygaszająca znajdują się blisko siebie.
W takim układzie fluorofor na końcu 5’ nie emituje światła, gdyż wygaszacz przechwytuje jego energię. Środkowy rejon sondy, tworzący pętle w strukturze spinki do włosów, jest komplementarny do produktu PCR, tak więc w odpowiedniej temperaturze sonda wiąże się z DNA, czego skutkiem jest oddalenie fluoroforu od wygaszacza fluorescencji i emisja światła, którego natężenie jest monitorowane. Jeśli nie ma produktu, z którym sonda może się związać, przyjmuje ona strukturę spinki do włosów i fluorescencja jest wygaszana. 
Pojawienie się różnic między sondą o strukturze spinki do włosów a badaną sekwencją w dużej mierze destabilizuje dupleks, co jest zaletą, gdy chce się wykryć polimorfizm pojedynczego nukleotydu. Na podobnej zasadzie co sondy molecular beacons opierają się techniki sunrise primer i scorpion primer, z tym, że tutaj cząsteczki fluoroforu i wygaszacza są na stałe włączane do amplikonu.
Znakowane startery
Startery „sunrise” zawierają fluorofor na końcu 5’, wygaszacz fluorescencji (DABCYL NFQ) na końcu 3’. Na końcu 3’ znajduje się sekwencja startera specyficzna dla badanej sekwencji. Następuje synteza nowego łańcucha, a następnie jego duplikacja w kolejnym cyklu. Rozdzielenie fluoroforu i NFQ następuje, gdy sekwencja startera jest duplikowana i tym samym pień spinki destabilizowany przez nowo powstający łańcuch. W układzie tym mogą pojawić się zakłócenia wskutek formowania się dimerów starterów oraz duplikacji starterów.
Startery „scorpion” nie wymagają syntezy drugiego łańcucha. Przeciwnie, zawierają bloker – cząsteczkę zapobiegającą duplikacji sondy – żeby mieć pewność, że jedynym czynnikiem powodującym destabilizacje spinki do włosów jest hybrydyzacja sondy z komplementarną sekwencją znajdującą się na nowo powstającym amplikonie, dzięki czemu fluorofor zostaje oddalony od wygaszacza fluorescencji i dochodzi do emisji światła.
Kwas peptydonukleinowy
W technice ilościowego PCR, poza sondami zbudowanymi jak naturalne kwasy nukleinowe, używa się sond zbudowanych z kwasu peptydonukleinowego – syntetycznego analogu DNA zbudowanego z podjednostek N-(2-aminoetylo)-glicyny połączonych z sobą wiązaniem peptydowym (brak ujemnie naładowanych reszt kwasu fosforanowego w szkielecie cząsteczki). Kwas ten jest stosowany w sondach typu „light-up” (po związaniu z DNA fluorofor z sondą zaczyna emitować światło o określonej długości fali), czy w znakowanych fluorescencyjnie starterach.

## Zalety i wady
Ilościowy PCR bazuje na konwencjonalnej metodzie PCR. Teoretyczne zasady techniki PCR zakładają, że ilość produktu po zakończeniu reakcji powinna być wykładniczo proporcjonalna do ilości amplifikowanego fragmentu DNA przed reakcją. W praktyce proces nie jest tak wydajny, ponieważ po pewnej liczbie cykli reagenty (przede wszystkim dNTP) ulegają wyczerpaniu i reakcja ustaje. Spadek wydajności reakcji po pewnej ilości cykli spowodowany jest także hybrydyzacją produktów z sobą. Nie ma więc możliwości określenia początkowej liczby kopii badanego fragmentu DNA, mierząc ilość produktu na końcu reakcji PCR – niezależnie ile DNA było przed reakcją PCR, po jej zakończeniu (po określonej liczbie cykli reakcji) ilość produktu będzie podobna.
Ponadto ograniczeniem klasycznej metody PCR jest wspomniany już czasochłonny etap detekcji produktu reakcji i jego ilości. Używa się do tego celu takich technik jak elektroforeza w żelu agarozowym, hybrydyzacja Southerna czy ELISA, które umożliwiają analizę zarówno jakościową, jak i ilościową.
Metoda ilościowego PCR przynosi rozwiązanie większości problemów istniejących w metodzie konwencjonalnej. Przede wszystkim pozwala na bardzo szybką analizę ilości produktu w każdym cyklu reakcji PCR (stąd często mówi się o rapid-cycle real-time PCR). Można dzięki temu pominąć uciążliwe etapy obróbki amplifikowanego materiału po reakcji, co jest szczególnie istotne przy badaniu organizmów patogennych, gdzie szybkość postawienia diagnozy często jest czynnikiem kluczowym. 
Ilościowy PCR wymaga specjalnie przystosowanego termocyklera, kontrolującego temperaturę, który jest sprzężony ze spektrofluorymetrem umożliwiającym pomiar fluorescencji w trakcie trwania PCR.

## Modyfikacje
Podobnie jak w przypadku konwencjonalnej techniki PCR, także w ilościowym PCR możemy analizować RNA – mówi się wtedy o qRT-PCR (ang. quantitative reverse transcriptase real-time PCR), ponieważ pierwszym etapem jest przepisanie RNA na cDNA przy pomocy odwrotnej transkryptazy. Dzięki temu można wykrywać wirusy RNA.
Inną modyfikacją ilościowego PCR jest multipleksowy ilościowy PCR. W przypadku konwencjonalnej metody PCR przez multipleks rozumie się użycie kilku par odpowiednich starterów DNA, dzięki czemu możliwa jest amplifikacja więcej niż jednego fragmentu DNA w jednej reakcji. 
Multipleksowy ilościowy PCR spotyka się z wieloma trudnościami. Przede wszystkim wynikają one z ograniczonej liczby dostępnych fluoroforów, a także powszechnego użycia monochromatycznego źródła światła, które wzbudza tylko konkretny fluorofor, co uniemożliwia stosowanie wielu barwników. Udoskonalenia sond i starterów, nowatorskie kombinacje fluoroforów, czy stosowanie cząsteczek wygaszających energię i nieemitujących przy tym światła dają obiecujące rezultaty, jednak na razie nie jest możliwe przeprowadzenie jednocześnie więcej niż czterech reakcji.

## Zastosowanie
- mikrobiologia (m.in. diagnostyka bakteriologiczna i wirusologiczna)
- onkologia
- terapia genowa
- badanie ekspresji genów
- genotypowanie